# 23. Międzynarodowy Festiwal Filmowy w Wenecji
23. Międzynarodowy Festiwal Filmowy w Wenecji odbył się w dniach 25 sierpnia – 8 września 1962 roku.
Jury pod przewodnictwem włoskiego scenarzysty Luigiego Chiariniego przyznało nagrodę główną festiwalu, Złotego Lwa, ex aequo włoskiemu filmowi Kronika rodzinna w reżyserii Valerio Zurliniego oraz radzieckiemu filmowi Dziecko wojny w reżyserii Andrieja Tarkowskiego. Drugą nagrodę w konkursie głównym, Nagrodę Specjalną Jury, przyznano francuskiemu obrazowi Żyć własnym życiem w reżyserii Jean-Luka Godarda.

## Członkowie jury

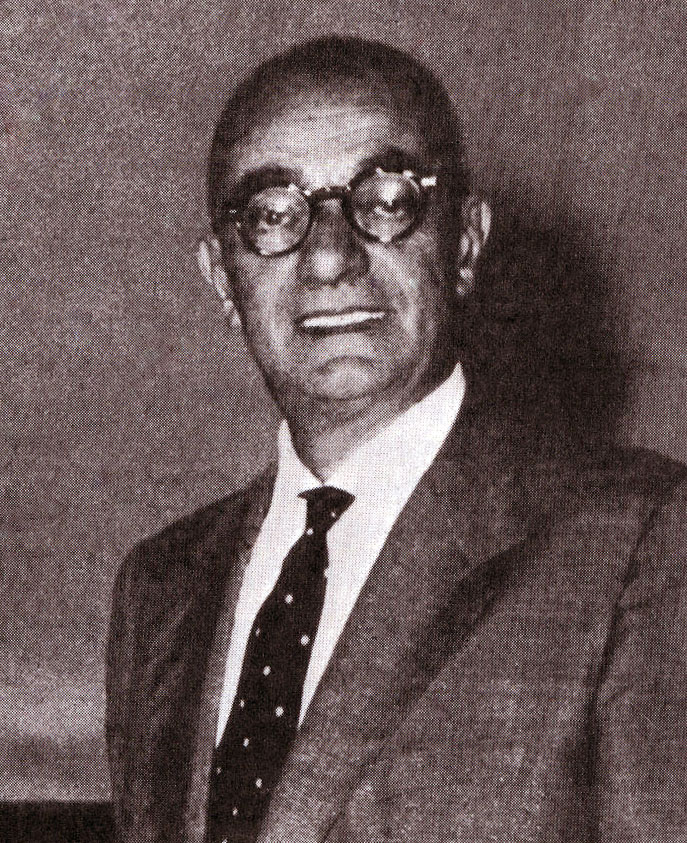
Przewodniczący jury konkursu głównego Luigi Chiarini

### Konkurs główny
- Luigi Chiarini, włoski scenarzysta − przewodniczący jury[2]
- Guglielmo Biraghi, włoski krytyk filmowy
- G.B. Cavallaro, włoski krytyk filmowy
- Georges Charensol, francuski krytyk filmowy
- Iosif Chejfic, rosyjski reżyser
- John Houseman, amerykański aktor
- Arturo Lanocita, włoski krytyk filmowy
- Ronald Neame, brytyjski reżyser
- Hans Schaarwächter, niemiecki dziennikarz